# Еріка Богнар
Еріка Богнар (угор. Erika Bognár; нар. 2000) — угорська борчиня вільного стилю, срібна призерка чемпіонату Європи.

## Життєпис
У 2016 році здобула срібну медаль чемпіонату Європи серед кадетів. Наступного року на цих же змаганнях стала чемпіонкою, а на чемпіонату світу серед кадетів стала бронзовою призеркою. чемпіонату світу серед кадетів. У 2016 році здобула срібну медаль чемпіонату Європи серед юніорів.
У 2023 році на чемпіонаті Європи серед дорослих стала віце-чемпіонкою, поступившись у фіналі румунці Андреа Ані.
У 2024 році вона брала участь у Європейському олімпійському кваліфікаційному турнірі з боротьби 2024 року в Баку, Азербайджан, сподіваючись пройти кваліфікацію на літні Олімпійські ігри 2024 року в Парижі, Франція, однак вибула у своєму другому пооєдинку турецькій борчині українського походження Ельвірі Камалоглу і не пройшла кваліфікацію на Олімпіаду.

## Спортивні результати на міжнародних змаганнях

### Виступи на Чемпіонатах світу
| Змагання                        | Збірна   | Вагова категорія          | Місце |
| ------------------------------- | -------- | ------------------------- | ----- |
| Чемпіонат світу з боротьби 2023 | Угорщина | жіноча боротьба, до 55 кг | 9     |
| Чемпіонат світу з боротьби 2024 | Угорщина | жіноча боротьба, до 59 кг | 10    |

### Виступи на Чемпіонатах Європи
| Змагання                         | Збірна   | Вагова категорія          | Місце  |
| -------------------------------- | -------- | ------------------------- | ------ |
| Чемпіонат Європи з боротьби 2022 | Угорщина | жіноча боротьба, до 55 кг | 8      |
| Чемпіонат Європи з боротьби 2023 | Угорщина | жіноча боротьба, до 55 кг | Срібло |
| Чемпіонат Європи з боротьби 2024 | Угорщина | жіноча боротьба, до 57 кг | 10     |

### Виступи на Чемпіонатах світу серед військовослужбовців
| Змагання                                                  | Збірна   | Вагова категорія          | Місце |
| --------------------------------------------------------- | -------- | ------------------------- | ----- |
| Чемпіонат світу з боротьби серед військовослужбовців 2024 | Угорщина | жіноча боротьба, до 59 кг | 4     |

### Виступи на інших змаганнях
| Змагання                                                   | Збірна   | Вагова категорія          | Місце  |
| ---------------------------------------------------------- | -------- | ------------------------- | ------ |
| Flatz Open 2018                                            | Угорщина | жіноча боротьба, до 59 кг | Золото |
| Flatz Open 2019                                            | Угорщина | жіноча боротьба, до 59 кг | 4      |
| Відкритий чемпіонат Польщі з боротьби 2019                 | Угорщина | жіноча боротьба, до 59 кг | 13     |
| Flatz Open 2020                                            | Угорщина | жіноча боротьба, до 57 кг | Срібло |
| Чемпіонат Угорщини з боротьби 2020                         | Угорщина | жіноча боротьба, до 59 кг | Золото |
| Київський Міжнародний турнір з боротьби 2021               | Угорщина | жіноча боротьба, до 57 кг | 5      |
| Турнір Дана Колова — Николи Петрова 2021                   | Угорщина | жіноча боротьба, до 57 кг | 4      |
| Меморіал Іона Корнеану і Ладислава Сімона 2021             | Угорщина | жіноча боротьба, до 55 кг | Срібло |
| Меморіал Маттео Пелліконе 2022                             | Угорщина | жіноча боротьба, до 57 кг | 5      |
| Кубок Міжнародної федерації університетського спорту 2022  | Угорщина | жіноча боротьба, до 57 кг | Бронза |
| Відкритий чемпіонат Загреба з боротьби 2023                | Угорщина | жіноча боротьба, до 55 кг | Бронза |
| Меморіал Імре Поляка та Яноша Варги 2023                   | Угорщина | жіноча боротьба, до 55 кг | Бронза |
| Відкритий чемпіонат Польщі з боротьби 2023                 | Угорщина | жіноча боротьба, до 55 кг | Срібло |
| Відкритий чемпіонат Загреба з боротьби 2024                | Угорщина | жіноча боротьба, до 57 кг | 16     |
| Турнір Яшара Догу, Вехбі Емре і Гаміта Каплана 2024        | Угорщина | жіноча боротьба, до 57 кг | 7      |
| Олімпійський кваліфікаційний турнір з боротьби 2024 (Баку) | Угорщина | жіноча боротьба, до 57 кг | 7      |
| Меморіал Імре Поляка та Яноша Варги 2024                   | Угорщина | жіноча боротьба, до 57 кг | 7      |
| Кубок Валамара 2024                                        | Угорщина | жіноча боротьба, до 59 кг | Срібло |

### Виступи на змаганнях молодших вікових груп
| Змагання                                       | Збірна   | Вагова категорія          | Місце  |
| ---------------------------------------------- | -------- | ------------------------- | ------ |
| Чемпіонат Європи з боротьби серед кадетів 2015 | Угорщина | жіноча боротьба, до 52 кг | 8      |
| Чемпіонат світу з боротьби серед кадетів 2015  | Угорщина | жіноча боротьба, до 52 кг | 14     |
| Чемпіонат Європи з боротьби серед кадетів 2016 | Угорщина | жіноча боротьба, до 52 кг | Срібло |
| Чемпіонат світу з боротьби серед кадетів 2016  | Угорщина | жіноча боротьба, до 52 кг | 5      |
| Чемпіонат Європи з боротьби серед кадетів 2017 | Угорщина | жіноча боротьба, до 60 кг | Золото |
| Чемпіонат світу з боротьби серед кадетів 2017  | Угорщина | жіноча боротьба, до 60 кг | Бронза |
| Чемпіонат Європи з боротьби серед юніорів 2017 | Угорщина | жіноча боротьба, до 59 кг | 8      |
| Чемпіонат Європи з боротьби серед юніорів 2018 | Угорщина | жіноча боротьба, до 59 кг | 8      |
| Чемпіонат світу з боротьби серед юніорів 2018  | Угорщина | жіноча боротьба, до 59 кг | 10     |
| Чемпіонат Європи з боротьби серед юніорів 2019 | Угорщина | жіноча боротьба, до 59 кг | Срібло |
| Чемпіонат світу з боротьби серед юніорів 2019  | Угорщина | жіноча боротьба, до 59 кг | 14     |
| Чемпіонат Європи з боротьби серед молоді 2019  | Угорщина | жіноча боротьба, до 59 кг | 7      |
| Чемпіонат світу з боротьби серед молоді 2019   | Угорщина | жіноча боротьба, до 59 кг | 16     |
| Чемпіонат Європи з боротьби серед молоді 2021  | Угорщина | жіноча боротьба, до 57 кг | 10     |
| Чемпіонат світу з боротьби серед молоді 2021   | Угорщина | жіноча боротьба, до 57 кг | 12     |
| Чемпіонат Європи з боротьби серед молоді 2022  | Угорщина | жіноча боротьба, до 55 кг | 7      |
| Чемпіонат світу з боротьби серед молоді 2022   | Угорщина | жіноча боротьба, до 55 кг | 9      |
| Чемпіонат Європи з боротьби серед молоді 2023  | Угорщина | жіноча боротьба, до 55 кг | 8      |
| Чемпіонат світу з боротьби серед молоді 2023   | Угорщина | жіноча боротьба, до 55 кг | 13     |